# ハリー・マリンダー
ハリー・マリンダー（Harry Mallinder、1996年6月12日 - ）は、ジャパンラグビーリーグワンリコーブラックラムズ東京に所属するラグビー選手。

## プロフィール
- イングランド・トラフォードセール出身[1]。
- ポジションはスタンドオフ(SO)、センター(CTB)、フルバック(FB)。
- 身長 196 cm、体重 112 kg

## 来歴
2013年、ノーサンプトン・セインツに加入。
そして2016年、U20イングランド代表の主将としてチームのラグビージュニア世界選手権優勝に貢献。
2021年、リコーブラックラムズ東京に加入。